# Newtown St Boswells
Newtown St Boswells är en rådsområdeshuvudort i Storbritannien.   Den ligger i kommunen Scottish Borders och riksdelen Skottland, i den centrala delen av landet, 500 km norr om huvudstaden London. Newtown St Boswells ligger 141 meter över havet och antalet invånare är 1 225.
Terrängen runt Newtown St Boswells är platt åt sydost, men åt nordväst är den kuperad. Runt Newtown St Boswells är det ganska glesbefolkat, med 42 invånare per kvadratkilometer. Närmaste större samhälle är Galashiels, 8,5 km väster om Newtown St Boswells. Trakten runt Newtown St Boswells består i huvudsak av gräsmarker.